# Havtorn (slægt)
Havtorn (Hippophaë) er en slægt af løvfældende buske i Sølvbladfamilien (Elaeagnaceae).
Havtorn producerer orange-gule bær, som er blevet brugt over århundreder som mad, naturmedicin og hudbehandling i Mongoliet, Ladakh, Rusland, Ukraine og Nordeuropa, hvor slægten har sin oprindelse.
Det er en usædvanlig hårdfør plante, der kan modstå vintertemperaturer helt ned til -43 oC. Fordi havtorn udvikler et aggressivt og omfattende rodsystem, er den ofte plantet for at hæmme jorderosion og bruges i landindvinding på grund af dens kvælstoffikserende egenskaber, der bidrager til at berige jorden. Bær og blade fra havtorn anvendes i forskellige hudplejeprodukter og som fødevareingrediens til mennesker og dyr. Havtorn er de seneste år blevet en populær ingrediens i retter fra det nye nordiske køkken.

## Arter og underarter
Slægtens inddeling i arter og underarter er omdiskuteret. Baseret på et taksonomisk studie fra 1971 med en række mindre modifikationer er slægten begrænset til syv arter og en række underarter. En ses i Danmark (H. rhamnoides ssp. rhamnoides), mens de fleste er hjemmehørende i Centralasien, Kina og Himalaya (fx H. salicifolia (Himalayahavtorn)).
- Hippophae rhamnoides L. (med syv underarter):

subsp. rhamnoides (ved kyster i det nordvestlige Europa inklusive Danmark)
subsp. carpatica Rousi (bjerge i Transsylvanien og Karpaterne)
subsp. caucasica Rousi (bjerge mellem Sortehavet og det Kaspiske Hav)
subsp. fluviatilis Soest (Alperne) (synonym: Hippophae fluviatilis (Soest) G.H.Loos)
subsp. mongolica Rousi (på grusbund fra det Ydre Mongoliet til Bajkalsøen)
subsp. sinensis Rousi (på sandet jord i nordvest Kina og det Indre Mongoliet) (synonym: Hippophae sinensis (Rousi) Tzvelev)
subsp. turkestanica Rousi (udbredt i Himalaya)
subsp. yunnanensis Rousi (bjerge i Yunnan provinsen, Kina) (synonym: Hippophae yunnanensis (Rousi) Tzvelev)
- Hippophae salicifolia D.Don (Himalayahavtorn; på sydvendte skråninger i Himalaya)
- Hippophae neurocarpa S.W.Liu & T.N.Ho (med to underarter)

subsp. neurocarpa (på højtliggende områder i Centralasien)
subsp. stellatopilosa (i Tibet)
- Hippophae tibetana Schltdl. (i Himalaya, Tibet og det centrale Kina)
- Hippophae litangensis Y.S.Lian & Xue L.Chen ex Swenson & Bartish (et enkelt voksested i Kina)
- Hippophae goniocarpa Y.S.Lian et al. ex Swenson & Bartish (ved bredden af floder i det centrale Kina)
- Hippophae gyantsensis  (Rousi) Y.S.Lian (i Tibet og Kina)

## Dyrkede sorter
Flere sorter dyrkes i gartnerier og vokser i haver. De fleste er varieteter af Hippophaë rhamnoides. Eksempler er:
- Askola
- Frugana
- Habego
- Hippophae rhamnoides 'Eva'
- Hippophae rhamnoides 'Otto'
- Orange Energy
- Pollmix 1
- Sirola